# ウルリヒ3世 (ケルンテン公)

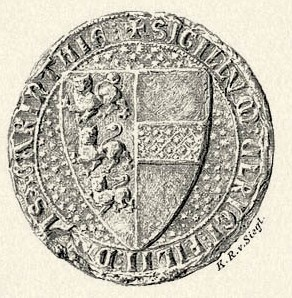
ウルリヒ3世が後に用いた印章。現在のケルンテンの紋章のもととなった。

ケルンテン公ウルリヒ3世（Ulrich III., Herzog von Kärnten, 1220年ごろ - 1269年10月27日）は、クライン領主（在位：1249年ごろ - 1269年）、ケルンテン公（在位：1256年 - 1269年）で、シュポンハイム家の最後の領主である。ウルリヒの領地支配は、後代に大きな影響を残した。クラインにおいて、ウルリヒはかつてのアンデクス家の領地を獲得したが、それは後のクライン公領の基盤となった。クラインにおけるウルリヒの以前からの領地の中心であったリュブリャナは、クライン領全体の政治の中心となった。また、父の死後継承したケルンテンについては、ウルリヒが用いたシールが現在のケルンテンの紋章となった。ウルリヒはフリードリヒ2世の妃であったアグネス・フォン・メラーン、およびフリードリヒの姪アグネス・フォン・バーデンとの2回の結婚を通してバーベンベルク家の広大な遺領を確保しようとしたが、継承者を得ることができずに終わった。短期間の空位時代の後、弟アクイレイア総大司教フィリップの死により、シュポンハイム家は断絶し、ウルリヒの全所領は従兄弟のボヘミア王オタカル2世が継承した。

## 生涯
ウルリヒ3世はケルンテン公ベルンハルトとボヘミア王オタカル1世の娘ユーディトとの間の長男である。すでに父ベルンハルトはクライン辺境領を支配しようとしていたが、最終的にウルリヒが最後のバーベンベルク家のオーストリア公フリードリヒ2世の妃であったアグネス・フォン・メラーンと結婚することでクライン辺境領を確保することができた。1251年にウルリヒは父の共同統治者となり、1256年に父の死によりケルンテン公位を継承した。
ウルリヒは父ベルンハルトが始めた領地の開発を継続した。1260年、ウルリヒはリュブリャナ近くのビストラにあるカルトジオ会修道院の創建を終えた。また、フェルカーマルクトにも修道院を創建した。
ウルリヒは父の遺領に関して、弟フィリップとは異なった考えを持っていた。フィリップは聖職者となり、1247年にはザルツブルク大司教に選出された。フィリップはケルンテンを継承する権利を得るために叙階を受けなかった。ウルリヒとフィリップは最終的に相互防衛と領地に関して合意し、1257年にフィリップが司教座聖堂参事会によって廃位された後は、ウルリヒと共にフィリップの後に大司教となったウルリヒ・フォン・ゼッカウと争った。
ヴラディスラフ・フォン・シュレージエンがザルツブルク大司教に選出された時に、フィリップはもはやザルツブルクに戻ることはできないことが分かった。1267年、フィリップはウルリヒに遺領の分割を求め、自らをウルリヒの後継者とするよう提案した。ウルリヒの最初の結婚でできた息子は早世し、2度目の結婚でも子が得られていなかったからである。しかし、1268年12月4日、ウルリヒはひそかにポジェブラディ城に赴き、従兄弟ボヘミア王オタカル2世をウルリヒの唯一の後継者とする相続契約をオタカル2世との間で交わした。
1269年10月27日、チヴィダーレ・デル・フリウーリでウルリヒ3世が死去した後、フィリップとオタカル2世の両者が継承権を主張した。同年9月23日、フィリップはアクイレイア総大司教に選出されたが、教皇が承認することはなく、1270年または1271年にフィリップはオタカルの軍によりオーストリア公領に追放した。これにより150年におよぶシュポンハイム家によるケルンテン支配が終わった。

## 結婚と子女

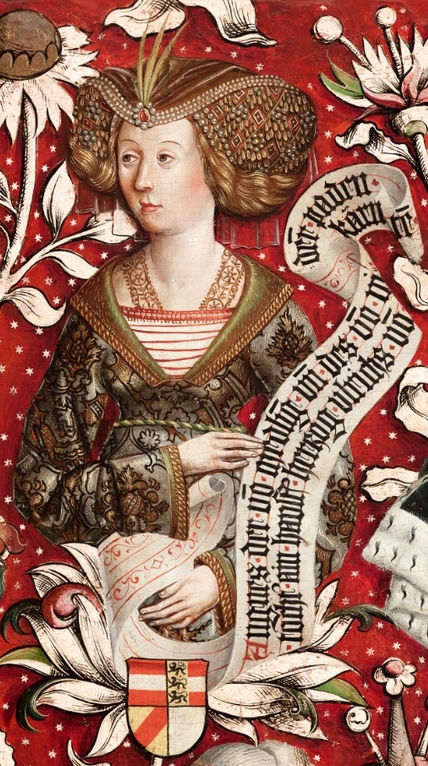
2番目の妃アグネス・フォン・バーデン

最初に、オーストリア公フリードリヒ2世の妃であったアグネス・フォン・メラーニエン（メラーン公オットー1世の娘、1215年 - 1263年）と結婚した。アグネスとの間の息子は早世した。
1263年、2度目にバーデン辺境伯ヘルマン6世とゲルトルート・フォン・バーベンベルクとの間の娘で、オーストリア公フリードリヒ2世の姪にあたるアグネス・フォン・バーデン（1250年 - 1295年）と結婚したが、間に子はいなかった。